# Nhà Bè (rivier)
De Nhà Bè (Vietnamees: Sông Nhà Bè) is een rivier in Vietnam. De rivier ontstaat door de samenvloeiing van de Đồng Nai en de Sài Gòn. Ter hoogte van Phước Vĩnh Đông in de provincie Long An gaat de rivier over in de Soài Rạp. De lengte van de rivier is ongeveer twaalf kilometer.
- National Archives and Records Administration: 10047322